# اچ‌ام‌اس مگپای (۱۸۰۶)
اچ‌ام‌اس مگپای (۱۸۰۶) (به انگلیسی: HMS Magpie (1806)) یک کشتی است که طول آن ۵۶ فوت ۲ اینچ (۱۷٫۱ متر) می‌باشد. این کشتی در سال ۱۸۰۶ ساخته شد.